# Condado de Saint John
El Condado de Saint John (del inglés: Saint John County), en francés: Comté de Saint-Jean está ubicado en el sur de la provincia canadiense de Nuevo Brunswick. La ciudad de Saint John es la sede del condado. En el resto de la provincia, los turistas acuden a ver los muchos puntos de vista escénicos en la Bahía de Fundy. La población en 2011 era de 76.550 habitantes.